# Повені в Ірані (2019)
У березні-квітні 2019 року, повені затопили великі території Ірану, зокрема найбільше Гулістан, Фарс, Хузестан, Лорестан та інші провінції. Станом на 3 квітня на території країни загинуло щонайменше 62 людини. Двадцять три з тридцяти однієї провінції країни затоплені.
Міжнародна федерація товариств Червоного Хреста і Червоного Півмісяця, разом з Іранським Червоним Півмісяцем, до якого входять 11 000 осіб, докладли великих зусиль з надання допомоги. Критикування президента Хасана Рухані було спричинене затримкою реакції уряду.

## Голестан і Мазандаран

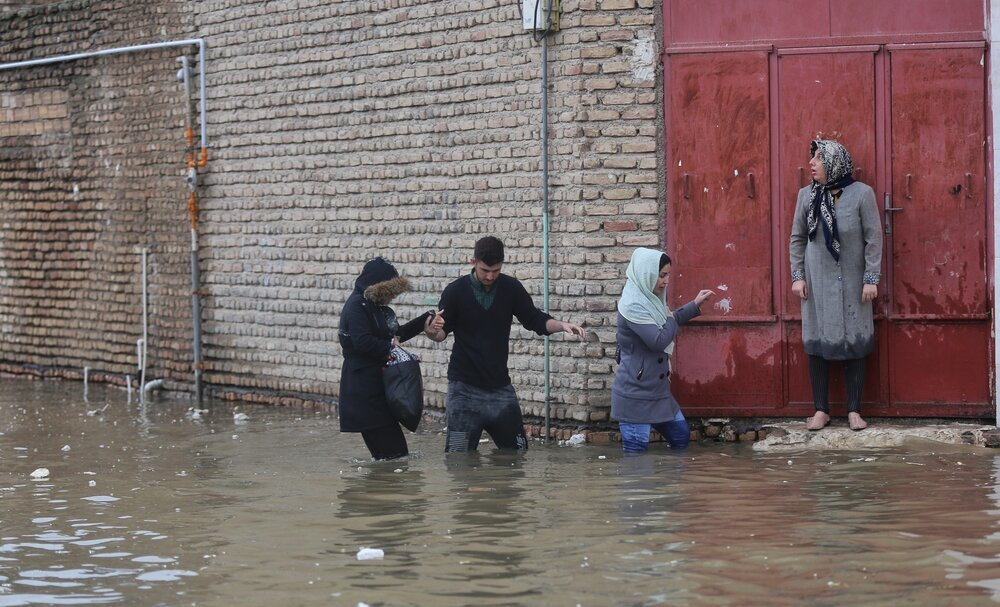
Повінь в Аккалі, Голестан

20 березня 2019 р. через великі опади, дві провінції Ірану — Голестан і Мазандаран були сильно затоплені. Повені завдали матеріальної шкоди місцевим людям, а також забрали життя двох дітей. В частинах провінції Голестан випало 50-70 відсотків від середньої кількості опадів за п'ятиденний період. У деяких районах було зафіксовано приблизно 300 мм опадів, що дорівнює кількості опадів за рік. Тобто, це перевищує акумуляцію в регіоні за більш ніж 70 років. Повені в провінціях Голестан і Мазандаран — це подія, що відбувається раз в століття .

## Шираз

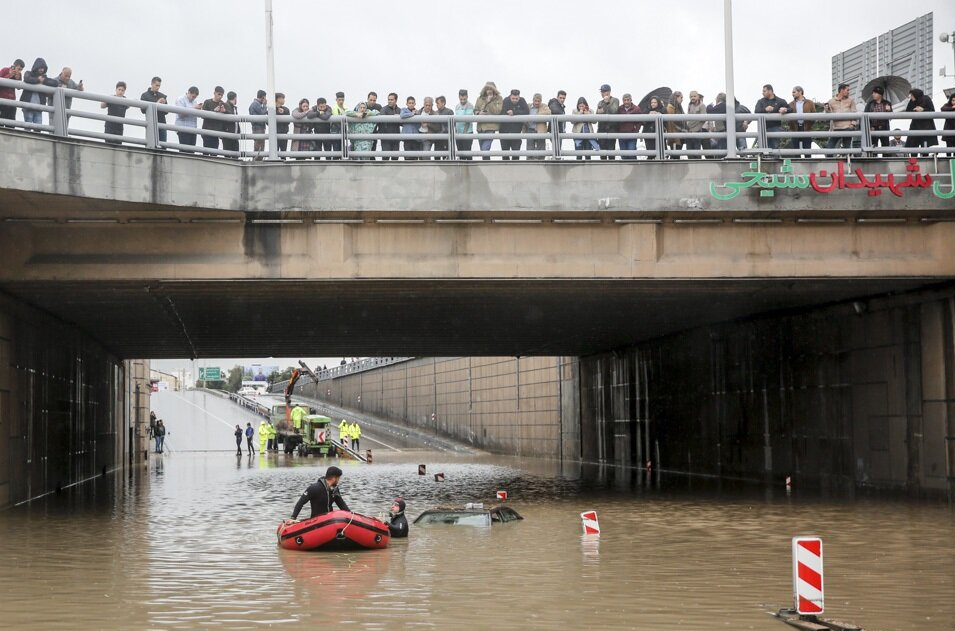
Повінь у Ширазі

25 березня внаслідок сильних дощів у південно-західному Ірані, поблизу міста Шираз, повені забрали життя 19 осіб і поранили більше 200 осіб. Багато людей, які відвідали свято Навруз, були поранені або загинули, коли їхні автомобілі знесло з дороги. Дощ був коротким, але сильним, падав двічі приблизно по 15 хвилин, а такі наслідки спричинені великим дорожнім рухом в той час. Метеорологічна організація Ірану попереджала про можливі повені, оскільки дощі мали тривати щонайменше до 27 березня. Голова Міністерства енергетики Ірану заявив, що фактором, який спричиняє повені, є зміни клімату. Станом на 26 березня 2019 року, 20 із 31 провінцій Ірану затоплені, або перебували під загрозою неминучого затоплення. Сильні опади спричинили повінь, що затопила головну магістраль між Ширазом і Есфаханом та захопила багатьох мандрівників, які виїжджали з міста після святкування Новруза . Міські чиновники не попередили людей Шираза про небезпечні погодні умови, що призвели до багатьох смертей.
Початкові розслідування повені показали, що на початку 2000-х рр. водний канал, що знаходиться біля Коранських воріт, був перетворений в дорогу муніципалітетом Ширазу. Розширення дороги не включало достатньої дренажної системи.

## Пошкодження
Повінь завдала шкоди інфраструктурі на сотні мільйонів доларів і знищила щонайменше 314 мостів по всій країні. Двадцять три з тридцяти однієї провінції країни постраждали. Сільське господарство зазнало величезних збитків, а вже 3 квітня втрати в цій галузі досягли 46 трлн. Риалів (1,1 млрд. Дол. США). Найбільше припало на Голлістан — 20 трлн. Риалів (480 млн. Дол. США). Більше 25 тисяч будинків повністю зруйновані, а ще 60 тисяч пошкодженні. 27 березня Мохаммад Хосейн Талебіан, заступник голови організації Культурної спадщини Ірану, повідомив, що «тріщини на древніх рельєфах в Накш-е-Рустамі в провінції Фарс помітно збільшуються». Доповіді ЗМІ показали, що створений повенню водоспад, змив деякі частини гробниць. У квітні 1398 року повені завдали серйозної шкоди місту Хоррамабад . Через затоплення вулиць Хоррамабаду, ускладнилось будівництво нового спрощеного мосту, з дуже низькою висотою над рівнем річки.
За словами Талебієна: «Персеполіс залишається незмінним, оскільки його древні водні канали забрали паводкову воду». Стародавні водні канали також вберегли гробницю Кіра Великого і врятували всесвітньо відоме місце від повені. Розкопки Великої стіни Горгана також були спричинені безпосередньою близькістю до сухого басейну річки, що був затоплений. Повені пошкодили міст Аккала на півночі Ірану та ряд інших старих мостів у Ісфахані та Шуштарі .

## Надання допомоги

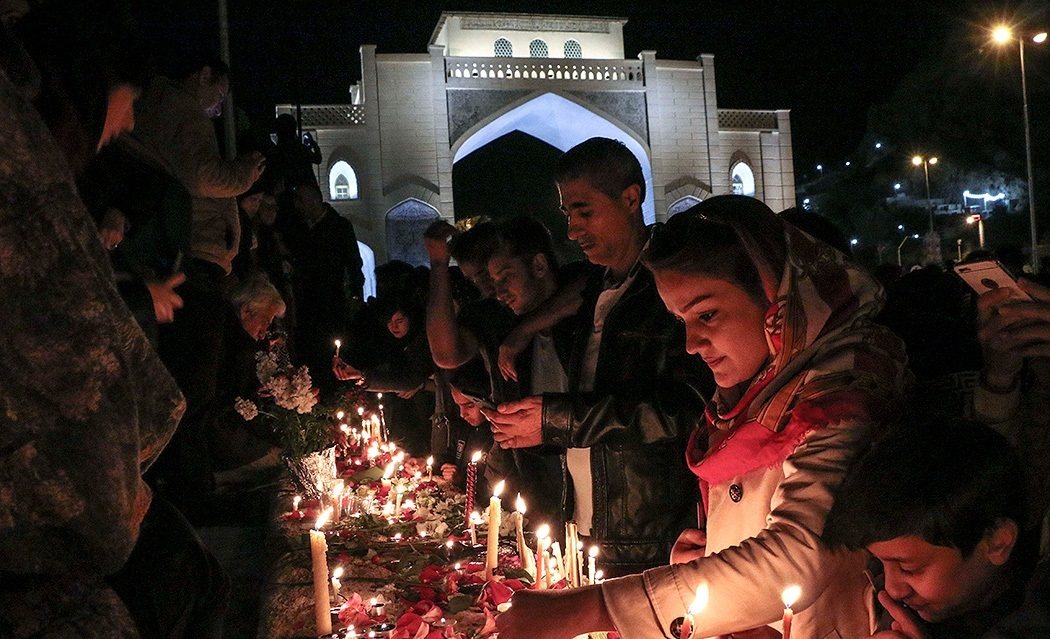
Люди в Ширазі запалюють свічки біля Коранських воріт

31 березня уряд Ірану оголосив надзвичайний стан у провінції Хузестан . Президент Хасан Рухані вжив «усіх можливих заходів» для надання допомоги жертвам.
Міжнародна федерація товариств Червоного Хреста та Червоного Півмісяця (МФКК) почала надавати допомогу по всій країні. Саєд Хашем, регіональний директор МФКК на Близькому Сході, назвав повені «безпрецедентною кризою». Іранський Червоний Півмісяць зібрав 11 000 людей для надання допомоги 192 000 постраждалим. Турецький Червоний Півмісяць залучив конвой п'яти вантажівок, що перевезли 320 наметів, 500 лож, 100 гігієнічних наборів, 1625 ковдр, 360 кухонних наборів і 60 печей. 3 квітня агентство виділило 500 000 франків з свого фонду з ліквідації наслідків надзвичайних ситуацій, щоб допомогти 3 000 сім'ям.
Через події 1 квітня, іранські громадяни зібрали пожертви розміром понад 15 мільярдів риалів (3,7 млн. Дол. США) Іранському Червоному Півмісяцю.
Після того, як почались повені, адміністрація Рухані заборонила всі інші благодійні організації з допомоги ліквідації наслідків повені, посилаючись на те, що всі пожертви повинні бути зроблені безпосередньо до іранського уряду, щоб запобігти в країні отримання будь-якої іноземної допомоги. Як відомо, губернатор провінції Голестан під час повені перебував у відпустці за межами країни. Влада також заборонила іноземним журналістам знімати постраждалі райони.
Рухані і Верховний лідер Алі Хаменеї були гостро критиковані через затримку з відповіддю. Рухані перебував у відпустці на іранському острові Кешм, що в Перській затоці, і повернувся в Тегеран, коли повені вже почали стихати. Відсутність допомоги та іранського уряду обурили жертв повені. По всій країні іранці висловлювали своє розчарування створенням хештегу перською, що перекладається "Де Рухані?"Іранці також почали закликати до відставки Рухані.
Багато громадян звернулись до соціальних медіа з критикою щодо вирішення проблеми з повенями, а зокрема, щодо Рухані. Ісламська революційна гвардія і Хаменеї також стали об'єктами невдоволення. Шведсько-іранський академік і дослідник Ахмад Реза Джалалі, який зараз засуджений до смертної кари в Ісламському революційному суді в Тегерані, дав інтерв'ю на радіо «Фарда» фінансованому уряду США, і пояснив, що знищення природного рослинного покриву, перешкоджання розливам і перетворення маршрутів течій та басейнів сухих річок в житлові райони внаслідок ісламської революції стали причинами повені у Ширазі.